# Saison 2015 de l'équipe cycliste Kuota-Lotto
La saison 2015 de l'équipe cycliste Kuota-Lotto est la deuxième de cette équipe.

## Préparation de la saison 2015

### Arrivées et départs
| Arrivées             | Équipe 2014     |
| -------------------- | --------------- |
| Frederik Dombrowski  | Stölting        |
| Felix Drumm          | MLP Bergstrasse |
| Andreas Fliessgarten | Baier Landshut  |
| Christopher Hatz     | MLP Bergstrasse |
| Joshua Huppertz      | Rose NRW        |
| Tobias Knaup         | LKT Brandenburg |
| Lukas Löer           | Rose NRW        |
| Dario Rapps          | Heizomat        |
| Max Walscheid        | Stölting        |
| Richard Weinzheimer  |                 |

| Départs         | Équipe 2015                           |
| --------------- | ------------------------------------- |
| Philipp Becker  |                                       |
| Daniel Breuer   |                                       |
| Jan Deutschmann |                                       |
| Micha Glowatzki |                                       |
| Michael Kurth   |                                       |
| Nathan Müller   |                                       |
| Jonas Rapp      | RV Mehlingen mein-radladen.de-Südwest |
| Felix Schönbach |                                       |
| Joachim Tolles  |                                       |
| Gero Walbrül    | Heizomat                              |

## Coureurs et encadrement technique

### Effectif
| Cycliste              | Date de naissance | Nationalité | Équipe 2014     |  |
| --------------------- | ----------------- | ----------- | --------------- |  |
| Andre Benoit          | 2 août 1989       | Allemagne   | Kuota           |  |
| Julian Braun          | 27 septembre 1995 | Allemagne   | Kuota           |  |
| Frederik Dombrowski   | 8 janvier 1992    | Allemagne   | Stölting        |  |
| Felix Drumm           | 4 novembre 1994   | Allemagne   | MLP Bergstrasse |  |
| Andreas Fliessgarten  | 22 juillet 1980   | Allemagne   | Baier Landshut  |  |
| Christopher Hatz      | 21 octobre 1991   | Allemagne   | MLP Bergstrasse |  |
| Joshua Huppertz       | 10 novembre 1994  | Allemagne   | Rose NRW        |  |
| Tobias Knaup          | 17 mars 1993      | Allemagne   | LKT Brandenburg |  |
| Lukas Löer            | 11 février 1995   | Allemagne   | Rose NRW        |  |
| Marcel Meisen         | 8 janvier 1989    | Allemagne   | Corendon-Kwadro |  |
| Florian Monreal       | 23 mai 1986       | Allemagne   | Kuota           |  |
| Dario Rapps           | 2 juillet 1994    | Allemagne   | Heizomat        |  |
| Robert Retschke       | 17 décembre 1980  | Allemagne   | Kuota           |  |
| Max Walscheid         | 13 juin 1993      | Allemagne   | Stölting        |  |
| Richard Weinzheimer   | 4 avril 1996      | Allemagne   |                 |  |
| Daniel Westmattelmann | 31 octobre 1987   | Allemagne   | Kuota           |  |

## Bilan de la saison

### Victoires

#### Sur route
| Date       | Course                             | Pays      | Classe | Vainqueur     |
| ---------- | ---------------------------------- | --------- | ------ | ------------- |
| 16/05/2015 | 4e étape du Tour de Berlin         | Allemagne | 2.2U   | Max Walscheid |
| 30/05/2015 | 2e étape du Tour de Gironde        | France    | 2.2    | Marcel Meisen |
| 20/06/2015 | 3e étape du Tour de Haute-Autriche | Autriche  | 2.2    | Marcel Meisen |
| 06/09/2015 | Kernen Omloop Echt-Susteren        | Pays-Bas  | 1.2    | Max Walscheid |

#### En cyclo-cross
| Date       | Course                        | Pays     | Classe | Vainqueur     |
| ---------- | ----------------------------- | -------- | ------ | ------------- |
| 28/09/2015 | Toi Toi Cup #1, Slaný         | Tchéquie | C1     | Marcel Meisen |
| 17/11/2015 | Toi Toi Cup #7, Uničov        | Tchéquie | C1     | Marcel Meisen |
| 08/12/2015 | Ciclocross del Ponte, Trévise | Italie   | C2     | Marcel Meisen |

### Classement UCI

#### UCI Europe Tour
| Rang | Coureur | Points |
| ---- | ------- | ------ |